# Apeadeiro de Travanca-Bodiosa
O Apeadeiro de Travanca-Bodiosa, igualmente conhecido como Travanca de Bodiosa foi uma gare da Linha do Vouga que servia a aldeia de Bodiosa, no concelho de Viseu, em Portugal.

## História

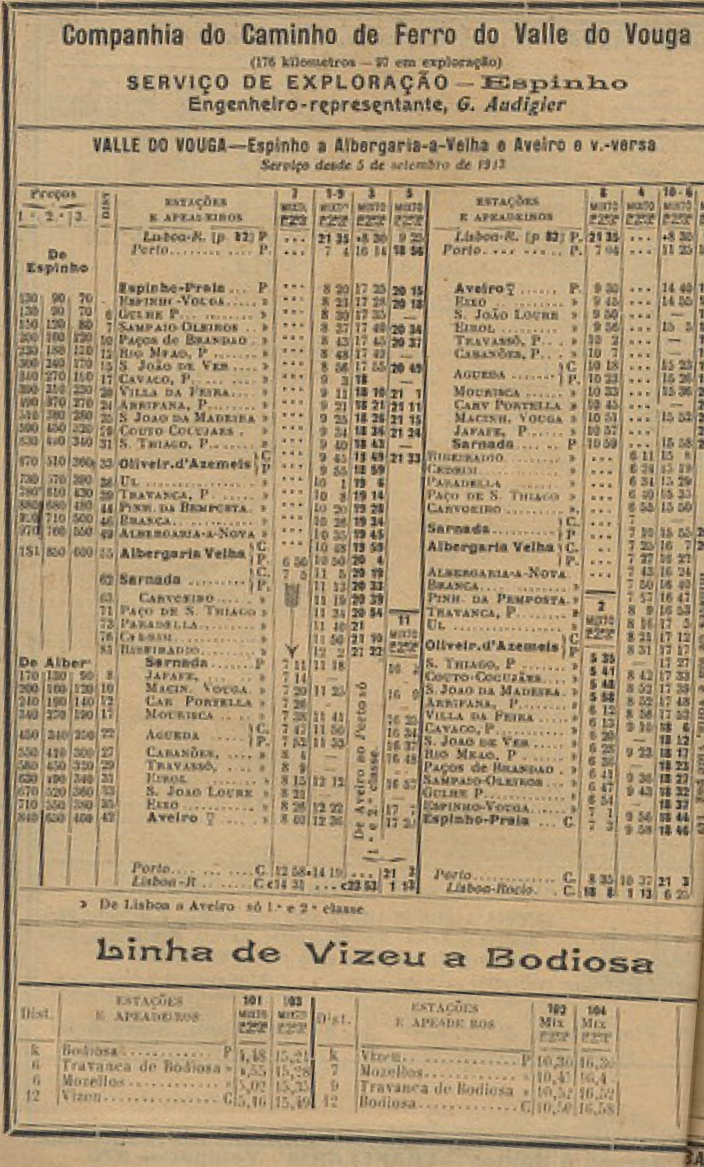
Horário da rede do Vouga em 1913, onde esta gare surge com o nome de Travanca da Bodiosa.

Este apeadeiro situava-se no troço entre Bodiosa e Viseu, que entrou ao serviço em 5 de Setembro de 1913, tendo sido construído pela Compagnie Française pour la Construction et Exploitation des Chemins de Fer à l'Étranger.
Nos horários de 1939, esta interface aparecia com o nome de Travanca de Bodiosa.
Em 1 de Janeiro de 1947, a Companhia dos Caminhos de Ferro Portugueses passou a explorar a Linha do Vouga.
Em 2 de Janeiro de 1990, a empresa Caminhos de Ferro Portugueses encerrou o lanço entre Sernada do Vouga e Viseu.

## Leitura recomendada
- SILVA, José Ribeiro da; RIBEIRO, Manuel (2007). Os Comboios em Portugal. Col: Os Comboios em Portugal. Volume III 1.ª ed. Lisboa: Terramar - Editores, Distribuidores e Livreiros, Lda. 203 páginas. ISBN 978-972-710-408-6